# Saint-Rémy (Deux-Sèvres)
 Saint-Rémy  es una población y comuna francesa, en la región de Poitou-Charentes, departamento de Deux-Sèvres, en el distrito de Niort y cantón de Niort-Nord.

## Demografía
| 423 | 386 | 440 | 567 | 703 | 820 |
| Para los censos de 1962 a 1999 la población legal corresponde a la población sin duplicidades (Fuente: INSEE [Consultar]) |     |     |     |     |     |